# Дин, Джимми
Джи́мми Дин (англ. Jimmy Dean, 10 августа 1928 — 13 июня 2010) — американский певец в стиле кантри.
Бросил школу в 16 лет, провел два года в торговом флоте, затем пошёл служить в ВВС (военно-воздушные силы) и был направлен на военно-воздушную базу Боллинг в Вашингтоне.
Прославился в 1961 году с песней собственного сочинения «Big Bad John», которая, как пишет AllMusic, утвердила Дина в роли специалиста по «рассказам-речитативам». Эта песня поднялась на 1 место и в кантри-чарте «Билборда», и в основном (Billboard Hot 100).
Музыкальный сайт AllMusic, кратко резюмируя биографию певца, вспоминает его прежде всего как исполнителя песни «Big Bad John», а также в целом как «звезду кантри-музыки, телеварьете и вкусных сосисок». Потому что Джимми Дин известен не только продолжительной творческой карьерой в качестве звезды музыки кантри и завсегдатая развлекательных телепрограмм, но позднее занялся бизнесом по производству продуктов из свинины, и в США в 2000-е годы обычный человек на улице узнал бы его по сосискам торговой марки «Джимми Дин».
В 2010 году Джимми Дин был включён в Зал славы кантри.

## Дискография
- См. статью «Jimmy Dean discography» в английском разделе.

## Фильмография
| Год       |   | Русское название      | Оригинальное название      | Роль                                 |
| --------- | - | --------------------- | -------------------------- | ------------------------------------ |
| 1967—1970 | с | Дэниэл Бун            | Daniel Boone               | Дело Джонс / Иеремия / Джош Клементс |
| 1969      | ф | Баллада Энди Крокера  | The Ballad of Andy Crocker | Мак                                  |
| 1971      | ф | Бриллианты навсегда   | Diamonds Are Forever       | Уиллард Уайт                         |
| 1972      | ф | Катящийся человек     | Rolling Man                | Лайман Хокс                          |
| 1977      | ф | Город                 | The City                   | Уэс Коллинс                          |
| 1981—1982 | с | Остров фантазий       | Fantasy Island             | Чарли Роулендс / Бо Жилет            |
| 1987—1988 | с | Джей-Джей Старбак     | J.J. Starbuck              | Чарли Буллетс                        |
| 1990      | ф | Большой Джон          | Big Bad John               | Клетус Морган                        |
| 1990      | с | Она написала убийство | Murder, She Wrote          | Бобби Даймонд                        |